# Audioshield
Audioshield je rytmická videohra, kterou pro HTC Vive vytvořil Dylan Fitterer. Hra generuje úrovně na základě hudby zadané hráčem. Hráč blokuje příchozí „noty“ štítem odpovídající barvy. 

## Hratelnost
Hráč používá ovladače od HTC Vive k ovládání dvou štítů, modré a oranžové barvy. Hráč těmito štíty blokuje přicházející koule příslušné barvy. Někdy musí hráč blokovat fialové koule tak, že drží oba štíty pohromadě.
Generování úrovní probíhá podobně jako v předchozí Fittererově sérii Audiosurf. Uživatel dodá píseň a hra vygeneruje řadu orbů, které odpovídají rytmu písně. Písně lze ukládat lokálně, aby je bylo možné spouštět prostřednictvím služby YouTube Streaming, než YouTube tuto funkci zablokoval, protože porušovala jeho licenční politiku.